# 줄리아 필립스
줄리아 필립스(Julia Phillips, 1944년 4월 7일 ~ 2002년 1월 1일)는 미국의 영화 프로듀서이자 저자이다.
스팅(The Sting)이라는 작품으로 아카데미 작품상을 수상한 최초의 여성 프로듀서이다.

## 참여 작품

### 영화
- 스팅 (영화)
- 택시 드라이버
- 미지와의 조우
- 돈 텔 맘

## 같이 보기
- 아카데미상 최고 기록 목록